# Весна Петковић
Весна Петковић (Београд, 12. фебруар 1963) српски је естрадни текстописац, позната по сарадњи са многим певачима са простора бивше Југославије.

## Биографија
Рођена је 12. фебруара 1963. године у Београду, од оца Радомира и мајке Рајне. У 14. години је остала без оца, који је погинуо, а због туге и трагедије коју је доживела почиње да да се бави поезијом и да пише песме. Неколико година касније постаје члан књижевног клуба Дом Драге Миловановић. Писањем текстова се бави од своје 18. године. 

## Каријера

### Јужни ветар
Први објављени текст је био Нас двоје на двије стране, који је написала за Неџада Есадовића Нећка. Потом почиње сарадњу са продуцентском кућом Јужни ветар, коју је основао композитор и гитариста Миодраг М. Илић, познатији као Миле Бас. За Јужни ветар ради пуних 10 година. Велики успех постиже са првим песмама, које је написала за популарног фолк-певача Милета Китића: Чаша љубави, Лажу ме зелене очи и Елена. Осим Китића, сарадњу наставља и са другим извођачима ове издавачке куће: Драганом Мирковић, Шемсом Суљаковић, Синаном Сакићем и Кемалом Маловчићем.

### Самостални рад
После 10 година писања за певаче Јужног ветра, 1991. године, почиње сарађивање са другим певачима. Мира Шкорић је наводи као значајан утицај на правилан избор песама на албуму снимљеном 1993. године.
Тада почиње сарадњу и са осталим певачима новокомпоноване народне музике: Драганом Мирковић, Аном Бекутом, Снежаном Ђуришић, Весном Змијанац, Харисом Џиновићем, Бобаном Рајевићем, Ацом Пејовићем, Зорицом Брунцлик, Шабаном Шаулићем, Емином Јаховић, Недом Украден, Ханком Палдум, Зораном Калезићем, Нином Реџићем и многим другим. За бројне певаче и певачице писала, пише и ниже хит за хитом, чија је карактеристика трајање кроз време. 
Иако је Весна Петковић маркантна, успешна уметница, њу краси скромност, ненaметљивост, она је тиха, не воли да се рекламира, ретко се појављује у јавности, у медијима, на ТВ. За њу је неважно да јој се појављује име и презиме, изабрала је пут да о њој говоре дела, да о њој причају њени хитови, испеване песме, које је писала током своје дуге и успешне каријере. Од дана настанка до данас. Својим песмама воли да удахне душу... ону танану коју чува само за себе и своје песме. Иако у тешкој животној ситуацији и тужна због губитка родитеља и детета (ванматерична трудноћа, после које више није могла да има наследнике), захваљујући писању песама успела је да савлада све животне препреке и изазове, успела је да постане један од најпознатијих и најуспешнијих текстописаца у Србији и бившој Југославији.   
У последње време ради и на духовним песмама,  прва и најпознатија је „Дар туманских светитеља“, посвећена преподобним Светом Јакову и Светом Зосиму. 

### Сарадња са композиторима и аранжерима
Весна Петковић је  сарађивала или  сарађује са многим  композиторима и аранжерима, то су: Злаја Тимотић, Миша Мијатовић, Мирољуб Аранђеловић Кемиш, Горан Ратковић Рале, Мића Николић, Славко Стефановић Славкони, Дејан Костић, Александар Милановић Кобац, Миодраг М. Илић, Перица Здравковић, Саша Поповић, Хусеин Алијевић Хусо, Рођа Раичевић, Марко Кон, Дејан Абадић, Ефтим Тиме Петров, Мирко Шенковски Џеронимо, Енес Енџи Маврић, Камба, Срђан Јовановић Срки Бој, Вера Matovic... 

### Сарадња са певачицама и певачима
Весна Петковић сарађује или је сарађивала са најпознатијим певачицама и певачима, а то су: Драгана Мирковић,  Мира Шкорић,  Ана Бекута, Харис Џиновић, Бобан Рајовић, Шемса Суљаковић, Синан Сакић, Кемал Маловчић, Гоца Стојићевић, Ханка Палдум, Мирољуб Брзаковић Брзи, Зорица Брунцлик, Шабан Шаулић, Весна Змијанац, Халид Бешлић, Александра Бурсаћ, Емина Јаховић, Неда Украден, Нино Реџић, Зоран Калезић, Маринко Роквић, Вера Матовић, Мирољуб Брзаковић Брзи, Зорана Павић, Добривоје Топаловић, Вики Миљковић, Рики и Игор Лугоњић, Радиша Урошевић, Снежана Савић, Ангел Димов, Индy, Славица Чуктераш, Мирољуб Брзаковић, Вера Матовић, Оља Карлеуша, Вера Нешић, Омер Диздаревић, Ибро Селмановић, Бане Бојанић и многи други. 

### Tекстови, које је написала за певаче и певачице
- Драгана Мирковић - Умирем мајко, Плачи, земљо, Дивља девојка (дует са Нином Решићем), Печат на уснама, Громови (дует са Бобаном Рајевићем) Ево, добро сам да кажем, Прстен, Судбина, Експлозија, Којом гором, Хеј, животе, Срце моје, Фобија, Другови, Долина кестенова, Биће ми како кад, Загрли опет. Нико те нико не зна, Загрли ме мајко, Земљо, окрени се, Славуји, Депресиван дан, Маче, Такав неће да се роди, Аморова стрела, Крш и лом, Било чија, Ти у мени имаш пријатеља, Све ме на тебе подсећа, Научи ме, Шта бих ја да нема тебе, Двадесет, Кажи збогом љубави, На растанку, Остављени, Волела бих да те видим, Нећу покајање, Фобија, Некад је ваљало, Учини грех, Пун је град живота, У години један дан, Сви грешимо (дует са Синаном Сакићем).

- Мира Шкорић -  Откачи, [8] Манастир, Не дај ме, мајко, Ког да љубим после тебе, Слепи путник, Низ вене ми тихо течеш, Ниси ми родбина, ниси ми судбина, Медаљон, Родићу ти сина, Да ми је која мање, Помилуј ми рану најжалију (Ириси), Кучка, Заплакаћеш, Вруће девoјке, Црно, бело,  Кумина песма (дует Мире са Аном Бекутом), Ниси ми судбина, Јужна пруга, Моје другарице, Кога да љубим после тебе, Дно у мојој чаши, Завет, Маријо Дјево,  Одлазим, Умиру птице.

- Светлана Цеца Ражнатовић -  Лако је теби, Ех, тешко мени, Ја тебе хоћу (дует са Љубом Лукићем).

- Миле Китић -  Чаша љубави, Лажу ме зелене очи, Привиђење, Елена, Mој дом је слепа улица, Зар је престало све, Кад тад, Емина, Попиј лозу, Без тебе није лако, Опиле ме очи.

- Шабан Шаулић - Песмо моја непевана, Како ти је, како живиш (дует са Зорицом Брунцлик), Кофер сам спремио, Знам ти болну тачку, Ти можеш све (дует са Зорицом Брунцлик).

- Мирослав Илић - Ако  се растанемо, Знам да знаш, Што је нема, Увек си ми фалила (дует са Снежаном Ђуришић).

- Ханка Палдум - Срце је моје камен, Не смемо се раставити.

- Зорица Брунцлик -  Муке моје, Ех, да нисам жена, Остављена жена (дуетскa песмa са Шабаном Шаулићем), Како ти је како живиш и Ти можеш све; Не имао среће (Црне очи), Ех, да је среће, Нису моје сузе вино, Еј, чашо разбијена, Један је живот само, Бојим се за тебе, Љубав је игра, Ех, што нисам жена, Преживела, не преживела, Шта је живот мајко, Коме да причам своју бол.

- Снежана Ђуришић - Исплачи се, отвори душу, Увек си ми фалила (дует са Мирославом Илићем), Биће дана, Нисам више љубав твоја (дует са Шабаном Шаулићем), Нек’ се зна, Тебе нема мило моје, Пољуби ме, Шта ја имам од живота, Што ми више не долазиш, Љубав је рај, Од кад те видела нисам, Шта да кажем људима.

- Весна Змијанац - Не куни ме мајко, Време је да живим, Нема више мог човека, Питај мене како ми је.

- Енес Беговић - Отвори се земљо, Што је нема, Црни ми дани долазе тек.

- Мерима Његомир - Опило ме вино, Заљубљена, Да ли ћу бити од суза јача, Дај ми само мало среће.

- Шемса Суљаковић - Преварени не верују више, Не лажи, Све је мање од живота, Разбио си чашу. Нема стида, нема срама, Не слушај туђе приче, Баш ме брига, Луда сам за тобом, Да ме памтиш, Стегни ме бар једном, Пази ме, мази ме, Вoлећу те све док живим, Дајем ти све, Остаћеш ми у сећању.

- Вики Миљковић - Кобне грешке, Остављени не верују више.

- Снежана Бабић Снеки - Секси цурице, Даворике, дајке, Љубавница, Звезда среће, Испунићу ти жељу, Нисам те заборавила, Никад, не реци никад, Девојка без среће, Хопа цупа.

- Индира Радић - Забрањено, Децембар, Кажи, како живиш, Дужан си ми два живота.

- Сафет Алија - Ево дајем задњи грош, Враћам ти се мајко, Покварена, Малер, Хеј љубави, хеј  љубави, Задњи грош, Није мени, Мајко, земљо, Десила се љубав, Хеј, Цигани, моја браћо, Навик’о  сам ја на тугу.

- Сани - Бивши, Пиле моје, Живим на таблетама, Гуја, Ја плачем.

- Буба Мирановић - Шта је живот, Продали ме пријатељи, Црни петак, Коцкар, Ветрова кћи, Ноћас ми треба мушко, Жено, отвори очи.

- Халид Бешлић - Штиклом о камен.

- Лепа Брена - Сузе краљице, Издајице.

- Радиша Трајковић Ђани - Ђердани, Ту сам на прагу твоје куће, Улица је мој дом, Верујем у Бога.

- Уснија Реџепова - Кажи зоро.

- Ана Бекута - Ужице и Чачак, Зелене очи, Кумина песма (дует са Миром Шкорић).

- Харис Џиновић -  Нек’ ми буде задња чаша.

- Аница Миленковић - Чоколада, Ја те волим, она има, Два живота.

- Гордана Стојићевић - Ниси знао да ме чуваш.

- Инди - Пиво.

- Вера Нешић - Без тебе јутро не свиће.

- Радмила Мисић - Ти си ми порок,  Анђели брацо, Нисмо ни водили љубав, Жена без рода.

- Зоран Калезић - Прођох  скоро Црном Гором.

- Алeксандар Аца Илић - То може она и нико више, Буди друг.

- Халид Муслимовић - Мајко, помози ми, Желиш ме.

- Јелена Броћић - Багрем, Лош ми је дан, Нека цвили хладни ветар.

- Дует Јелена Броћић и Драган Којић Кеба - Никог више немам ја.

- Славко Бањац - Једини грех.

- Алеxандер Димми - Где ћу ја, Маче.

- Зорана Павић - Иди кајем се.

- Секиб Мујановић - Mомак, сипај ми коњак, Капућино, Заљуљали бисмо кревет.

- Неџад Есадовић - Нас двоје на двије стране, Губим све, Пијем а шта бих друго, Ој девојко непозната, Зар је ово неки живот, Бацам задњу карту, Завољећу другу , Дај ми.мало љубави, Силвана, Надо, Надо, Зашто ноћас сузе лију, Због младости твоје луде, Сретна је са другим живи, Кунем ти се биће тако.

- Сандра Африка - Е, па нећу.

- Рођа Раичевић - Ти си једини грех.

- Амела Зуковић - Мисли на мене мили мој.

- Славица Ћуктераш и Немања Николић - Судбина.

- Злата Петровић - Заборави плаве косе, Жао ми је, жао ти је.

- Нино Решић - Дивља девојка (дует са Драганом Мирковић), Одан и веран, Проклета кафана, Мрвица.

- Сања Ђорђевић - Доктори, Да је мени други живот, Волим те и мрзим.

- Кемал Маловчић - Све ми де наопако, Покушај бар мало са мном, Певајте ми о Весни.

- Бранка Соврлић -  Ти си мене престао да волиш, Цигани, Запевај ми песму босанску, Урнебес, Шамар, Хајде дођи, Цигани.

- Ацо Пејовић - На све спреман,  Пропалица.

- Синан Сакић - Лагала си, Сви грешимо (дует са Драганом Мирковић).

- Радослав Родић Роки - Ако ти некад лоше крене.

- Марина Живковић - Вараш, лажеш, Где сте сада другови, Часне сестре.

- Неда Украден - Стале реке, Недеља је мајко.

- Бобан Рајовић - Косачи, Громови (дует са Драганом Мирковић).

- Маја Маријана - Јутрос се мене не сећаш, Отвори карте.

- Ерна Џеба - Ипак, не пипај.

- Иван Зак - Адреналин, Динамит.

- Лидија и Љиља - Српски младићи.

- Јасна Миленковић Јами - Проклето мушко, Тако, тако.

- Гога Филиповић - Моја ружо, Да ми суво злато нуде.

- Раде Лацковић -  После свега, Дошао сам  с тобом у велики  град, Можда је била судбина, Жива душа па не слуша, Ја од туге пијем.

- Драгица Радосављевић Цакана - Црни бисер.

- Салем Сихирлић -  Поломићу  све пред собом, Пролила се чаша среће, Реци, реци своме другу, Дај ми мало љубави.

- Александра Бурсаћ - Гром.

- Радослав Родић Роки -  Ако ти некад лоше крене.

- Емина Јаховић - Она није ја.

- Србски православни појци,  Духовна песма - Дар туманских светитеља.

Писала је песме и за: Маринка Роквића, Веру Матовић, Мирољуба Брзаковића Брзог, Зорану Павић, Љиљану Милошевић и многе друге.

### Награде и признања
- Награда „Оскар популарности“ за најбољег текстописца додела јој је Редакција „Вечерњих новина“ из Сарајева, 1989. г.

- Признање „Златна палма“ (доделила Телевизија „Палма“, Јагодина), најбољи текстописaц.

- Плакета и статуа „Мелко“ (доделила „Мелос естрада“ из Београда).

- Три пута је награђена признањем „Царица Теодора“, Ниш.

- Медаља Радио Београда 202, за изванредне текстове које је написала.

- Добитник је награде  „Златни пехар“,  више плакета и признања.